# Pobuna mornara u Boki kotorskoj
Pobuna mornara u Boki kotorskoj bila je oružana buna mornara (većinom Hrvata) austro-ugarske ratne mornarice početkom 1918. godine.
Boka kotorska se tada nalazila u Trojednoj Kraljevini Hrvatskoj, Slavoniji i Dalmaciji, u sastavu Dalmacije, dakle u austrijskom dijelu Austro-Ugarske. Bila je iznimno važna pomorska baza zbog svog strateškog položaja, stare pomorske tradicije, kao i razvedenosti i utočišta kojeg je pružala austro-ugarskim brodovima. Osim toga, Boka je bila i najjužnija točka Carstva.

## Uvod
Već 1917. godine zabilježeni su prosvjedi mornara u ratnim lukama Austro-Ugarske. U Puli su se iskazali proturatni prosvjedi, a bilo je i dezerterstva. Veliki štrajk 11 000 radnika arsenala koji su tražili primirje, veće plaće i bolju prehranu izbio je 1918. godine. Iz Kumbora je u Brindisi prebjegla posada hidroaviona K-307. Iz Šibenika je u Italiju prebjegla torpiljarka T-11. Mornari František Koucký (Čeh) i Ljubomir Kraus (Hrvat) pokušali su bijeg iz Pule torpiljarkom T-80, ali su izdani te osuđeni na smrt i strijeljani. Podržavajući radničke nemire, mornari s ratnih brodova Erzherzog, Prinz Eugen i Aspern, otkazivali su poslušnost zapovjedništvu. Zbog neposluha su 35 pripadnika Hidrobaze kažnjeni dugogodišnjim zatvorskim kaznama. Zbog besmislenih produljenja ratnih operacija, sve lošijih uvjeta života, teškog položaja Hrvata, Čeha, Slovenaca, nemiri su se širili. Četvrta flota austro-ugarske mornarice većinu je vremena do pobune provela na vezu, tako da je i neaktivnost utjecala na mornare.
U početku 1918. godine u Boki kotorskoj su se nalazili austro-ugarski ratni brodovi: 
- oklopnjača Monarch,
- oklopni krstaši Sankt Georg i Kaiser Karl VI.,
- krstarice Helgoland, Kaiser Franz Joseph I, Novara, i Saida,
- razarači Balaton, Orjen, Tatra, Csepel, Warasdiner, Dinara, Scharfschutze i Huszar.
- 18 torpiljarkâ,
- 3 njemačke i nekoliko austro-ugarskih podmornicâ,
- pomoćni brodovi-radionice Gee i Cyclop,
- tegljač Buffel,
- stara oklopnjača Kronprinz Erzherzog Rudolf za obranu ulaza u zaljev,
- brod-vojarna Kaiser Max.

Flotom je zapovijedao kontraadmiral Aleksander Hansa s oklopnog krstaša Sankt Georg, a bio je izravno potčinjen zapovjedništvu ratne mornarice u Puli.
U Kumboru je bilo nekoliko izviđačkih aviona, a u mornaričkom arsenalu u Tivtu je radilo oko 300 radnika, a u Đenovićima se nalazila podmornička baza. 
Osim mornara, u Boki je na početku 1918. godine bilo oko 6000 pripadnika kopnene vojske.

## Početak pobune
Pobuna je počela u podne 1. veljače 1918. na brodovima Sankt Georg i Gea, kada su mornari preuzeli zapovjedništvo u svoje ruke i izvjesili crvene zastave kao znak pobune i međunacionalne solidarnosti (11 nacionalnosti je služilo u Austro-ugarskoj mornarici). .
Mornari su preuzeli zapovjedništvo, a carske časnike na čelu s kontraadmiralom Aleksanderom Hansom internirali u brodskim kabinama. Na čelu pobune su bili František Raš (izvan broda), Antun Grabar, Dane Tadić, Leo Lelas, Krsto Knežević, Mijo Vidak, Mate Ostojić, Rudolf Kreibach, Ivan Vnuk i Franc Gallet, svi sa zapovjednog broda Sankt Georg, dok je na čelu pobune broda Gea bio Mate Brničević. S Gee je Mate Brničević na razarač Csepel, koji je ostao pod kontrolom časnika i pokušao isploviti iz Boke, okrenuo top i ispalio granatu u znak upozorenja da se brod zaustavi. Brničević je potom teški mitraljez uperio i na obližnju torpiljarku Tb 92 kako bi i taj brod prisilio mirovati. Red su održavale naoružane ophodnje koje su kružile čamcima oko zaposjednutih brodova i na kopnu. 
Nedostatak kontrole nad komunikacijom i odlučnost AOK-a (Armee Ober Kommando, Vrhovnog vojnog zapovjedništva) da oružanom silom spriječi mornare u ostvarenju plana o isplovljavanju prema Italiji, makar i po cijenu potapanja većine brodova, potkopali su pobunu. Jedna struja ustanika je zastupala ideju da zaposjednuti brodovi isplove i pridruže se silama Antante, dok je druga tražila da brodovi ostanu u Boki. Zapovjedništvo je 2. veljače uputilo ultimatum pobunjenim mornarima, zapovjedilo evakuaciju civilnog pučanstva, a njemačkim podmornicama naložilo potapanje brodova Gea i Sankt Georg. Određeno je da se nepovjerljive postrojbe, koje su uglavnom činili Hrvati, zamijene mađarskim i njemačkim.

## Gušenje pobune
Pobuna je ugušena već sljedećeg dana nakon dolaska grupe bojnih brodova iz Pule. Naime, ujutro, 3. veljače, u Boku je uplovio ratni sastav od 3 bojna broda, 4 razarača i 8 torpiljarki, što je omogućilo da carski časnici preuzmu vlast na zaposjednutim brodovima.
Pred redovnim vojnim sudom bilo je optuženo 386 mornara i dočasnika. Od toga je 48% bilo Hrvata i Slovenaca, 20% Talijana, 13% Čeha i Slovaka, 10% Nijemaca, te oko 8% Mađara, a ostalo su bili Poljaci, Rumunji i Ukrajinci. Iako je bilo uhićeno oko tisuću dvjesta mornara, pred prijeki sud izvedeno je samo njih devedeset osam. U zatvoru je umrlo desetak mornara, u tijeku pobune poginulo ih je dvoje, ostali su osuđeni na dugogodišnje robije, a četvorica na smrt strijeljanjem. Glavni zapovjednik flote Maximilian Njegovan smijenjen je, a na njegovo mjesto je postavljen Miklós Horthy, koji je promaknut na položaj kontraadmirala.
Četvorica mornara su vodili pobunu i to troje Hrvata: 
- Antun Grabar iz Poreča, mornar,
- Jerko Šižgorić iz Žirja kod Šibenika, topnik,
- Mate Brničević iz Krila Jesenica kod Omiša, topnik,

kao i Čeh František Raš. Svi su osuđeni na smrtnu kaznu i strijeljani su 11. veljače u 7 sati u Škaljarima, kraj Kotora.
Poznati cetinjski književnik i povjesničar Niko Simov Martinović zapisao je izjavu don Nike Lukovića koji je ispovjedio i pripremio mornare osuđene na smrt.
| „ | Od uznemirenosti nijesam spavao. Točno u 5 sati ujutro bio sam u koridoru zatvora na prvom katu sa članovima prijekog vojnog suda. Doveli su četiri osuđena mornara kojima je predsjednik suda, koliko se sjećam potpukovnik auditor (vojni sudac) Milota, pročitao presudu. Na to je František Raš doviknuo: 'Ta presuda je pucanje na pravdu!' Zatim su trojica mornara odvedeni u jednu zatvorsku ćeliju, a Mate Brničević u samicu. Predsjednik suda mi se obratio: 'A sada, velečasni gospodine, vaša je dužnost osuđene pripraviti na smrt i olakšati im zadnje sate života'. Najprije su me odveli u ćeliju gdje su bili Raš, Šižgorić i Grabar. Šižgorić je od ljutine razderao bluzu i jedno dugme sa njegove bluze doletjelo mi je na oko i razbilo mi staklo na cvikeru. Raš je bio pribran. On mi je rekao: 'Ja neću ništa tajno ispovijedati. Moja ispovijest neka bude javna. Kao socijalist borio sam se za slobodu, za prava radnika, za bolje društveno uređenje. A u vojsci, vidjevši ovaj nepravedni osvajački rat, koji vode Njemačka i Austrija protiv Slavena, radio sam u pokretu mornara da se sruši Austrija i da joj se odmah nametne mir. Povod za to dali su mi naši časnici koji su nas zlostavljali i raskalašeno živjeli, dok smo mi gladovali, a ohrabrilo nas je na pobunu ono što se dogodilo u Rusiji. Tamo je granulo novo sunce koje će obasjati ne samo Slavene već sve narode svijeta i donijeti im mir i pravdu'. Prisutni su prihvatili izjavu Raša i povikali: 'Tako je!' Počeo sam tješiti osuđene mornare priznajući da oni idu na drugi svijet nevini, kao žrtve pale za jednu pravednu stvar. Na to mi je Šižgorić odgovorio: 'Uzalud nam vi govorite o drugom svijetu, kada mi mladi hoćemo živjeti na ovom svijetu i raditi za narod'. Antun Grabar je bio uznemiren. Žalio je napustiti drugove s kojima se borio. Žao mu je bilo žene i dvoje male djece koji su na njega mislili. On je od njih trebao napraviti nove ljude, borce za novo društvo, a nije uspio ni vidjeti ih. Mate Brničević je bio miran. On je bio iskusniji revolucionar i pobuna na brodu Gea, kojom je on rukovodio, najbolje je bila organizirana. 'Ja ne žalim', rekao je Mate, 'što sam sudjelovao u pobuni. Ja ne žalim što sam osuđen na smrt, jer smatram da će naša smrt donijeti bolji život našem narodu'. U sedam sati mornari su već bili izvedeni na stratište na livadi ispod gradskog groblja u Škaljarima. Raš nije dozvolio da mu vežu oči. Strijeljanja su izvršila osam vojnika Mađara, pod zapovjedništvom jednog kapetana, također Mađara. Šižgorić je gledao osam strijelaca i rekao im: “Zar vi, vojnici, za čiji smo se bolji život borili, hoćete da nas strijeljate?”. Na to je jedan od vojnika, koji su trebali pucati, pao u nesvijest. Prva naredba nije izvršena dok se onesvješteni nije zamijenio drugim. Zapovjednik je dao znak sabljom za pucanje, ali vojnici nisu htjeli pucati. Zapovjednik je dao treći put znak za paljbu. Neposredno prije paljbe Raš je uzviknuo: ‘Vi pucate u pravdu. Živjela sloboda!’ Trojica mornara su pala mrtva poslije prvog plotuna, a Grabar je bio ranjen. Na to su, po naredbi, pripucala dva vojnika i dotukla ga". | ” |
|   | |   |

## Nasljeđe
- Danas se na rodnom otoku Jerka Šižgorića, Žirju, nalazi Šižgorićevo poprsje, postavljeno kraj njegove rodne kuće.
- Jedan dio obale u Šibeniku nosi ime Obala Jerka Šižgorića.
- Na rodnoj kući Antuna Grabara u Poreču spomen-ploču, postavili su mu najprije fašisti, a 1945. komunističke vlasti.
- 28. studenog 1923., s groblja u Škaljarima, uz najviše vojne počasti, seljani Mati Brničeviću rodnih Jesenica na inicijativu don Frana Ivaniševića organiziraju i prenose posmrtne ostanke Brničevića na mjesno groblje Sustjepan, gdje mu podižu spomenik.
- 1929. Sokolsko društvo Jesenice-Dugi Rat izdalo je u Splitu monografiju: "Počast narodnim žrtvama: prijenos kostiju Mate Brničevića strijeljana 11. veljače 1918."[3] U ožujku 2011., povodom ponovnog otvaranja hrvatske knjižnice "Ljudevit Gaj" u Tivtu, knjiga je doživjela reprint.[4]
- 31. siječnja 2010. Hrvatska radiotelevizija je emtirala dokumentarni film redatelja Stjepana Ercegovića "Tko je bio Mate Brničević"[5]
- U rodnom Prerovu Františeka Raša po njemu je nazvana ulica i trg s parkom kraj pedagoškog fakulteta, gdje mu je podignuto i poprsje.
- Njemački književnik Friedrich Wolf (1888. – 1953.) 1930. napisao je propagandnu dramu Die Matrosen von Cattaro - Kotorski mornari s motivom pobune.
- Austrijski književnik i marksist Bruno Frei 1927. napisao je knjigu Die roten Matrosen von Cattaro - Crveni mornari iz Kotora.[6]